# Élodie Ngalaka
Elodie Ngalaka de son nom de naissance Élodie Gieskes née à Kinshasa le 22 janvier 1962 est une écrivaine néerlando-cabindo-congolaise, cofondatrice du collectif Bookutani et Directrice du prix Émilie Flore Faignond,

## Biographie
Elle est la fille d'Henri-Joseph Gieskes, de nationalité néerlandaise, et de Zoé-Elisabeth Yowalola Matumeli, de nationalité congolaise. Élodie Ngalaka est également connue pour être l'épouse de Tshibassu Mubiay. Son œuvre Ngalaka, la Belgicaine a été mise en scène par la Cie Théâtre de Marconte sous la dénomination kin la rumba, kin la sape,,,

## Œuvres
- Ma vie (entre vos parenthèses)[7]
- Ngalaka, la Belgicaine[8],[9],[10]